# Hippocamelus
Genre
Hippocamelus est un genre de mammifères de la famille des Cervidés. 

## Liste d'espèces
Ce genre se compose de deux espèces  :
Selon Mammal Species of the World (version 3, 2005)  (16 mars 2011), NCBI (16 mars 2011) et ITIS (16 mars 2011) :
- Hippocamelus antisensis (d'Orbigny, 1834) - Guemal du Pérou ou Cerf andin
- Hippocamelus bisulcus (Molina, 1782) - Guemal du Chili ou Huemul d'Argentine